# Otto z Lippe (biskup Utrechtu)
Otto II z Lippe (zm. 28 lipca lub 1 sierpnia 1227 w Coevorden) – biskup Utrechtu od 1215.

## Życiorys
Otto był synem Bernarda II z Lippe. Był prepozytem kapituły katedralnej w Utrechcie. W 1215 lub 1216 został biskupem Utrechtu. Swój wybór zawdzięczał wpływom hrabiów Geldrii i Holandii. Szybko został zatwierdzony przez cesarza Fryderyka II. W 1217 wyruszył na V wyprawę krzyżową. W jej trakcie uczestniczył w walkach o Damiettę. Po powrocie biskupa z krucjaty doszło do konfliktu zbrojnego z hrabiami Geldrii i Holandii, który został zakończony dopiero za pośrednictwem papieskim. Gdy doszło do niepokojów w Drenthe, gdzie autorytet biskupa podważył Rudolf, wójt Coevorden, Otto wyruszył zbrojnie przeciwko mieszkańcom tego regionu. Otrzymał wsparcie licznych sąsiednich feudałów, w tym hrabiego Geldrii. W decydującej bitwie pod Ane w 1227 wojska biskupa zostały wciągnięte na trzęsawisko i poniosły klęskę. Otto, który ugrzązł w bagnie podczas ucieczki, został schwytany, okrutnie okaleczony i zamordowany. Został pochowany w Utrechcie.